# Peqin

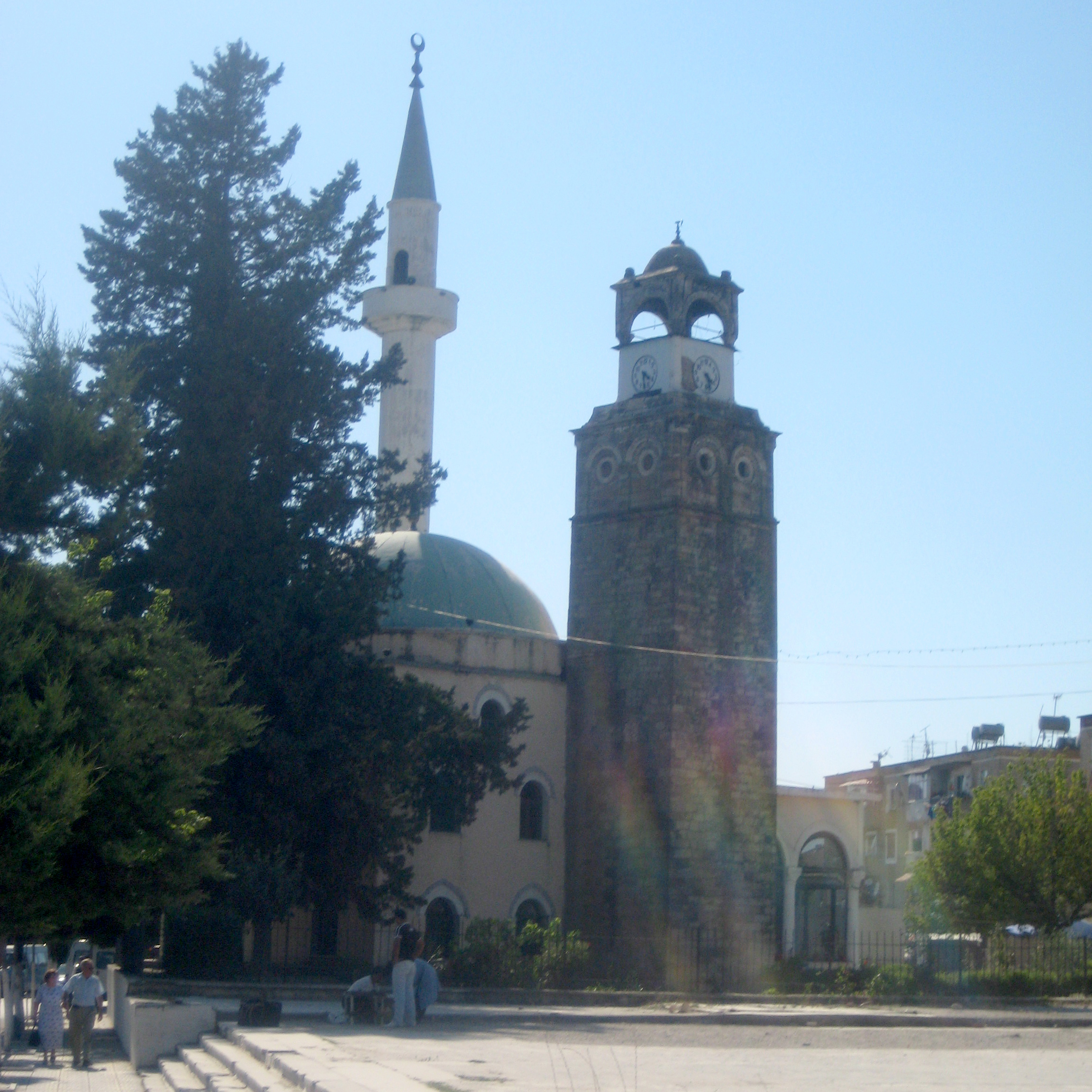
Moskén och klocktornet i centrala Peqin

Peqin (albanska: Peqin med böjningsformen Peqini) är en stad och kommun i södra Albanien, centralort i Elbasan prefektur. Staden har 7 513 invånare (2005).